# NARALIEN
『NARALIEN』（ナラリアン）は、ENDRECHERI名義の2枚目のオリジナル・アルバムとして発売した堂本剛の通算11枚目 のアルバム。2019年8月14日に RAINBOW☆ENDLI9より発売された。

## 解説
- 堂本剛がENDRECHERIの名義でソロプロジェクトを展開してから2枚目のオリジナル・アルバム。オリジナル、ミニ、カバー、海外版を含むアルバム作品総数は14枚目。名義の由来や活動の概要などは堂本剛 ENDRECHERIの項を参照。堂本剛のソロ作品としては2018年に発売のアルバム『HYBRID FUNK』から約1年ぶりとなった。Limited Edition A (初回限定盤A）、Limited Edition B (初回限定盤B）、Original Edition (通常盤）3形態で発売された。
- 2019年4月10日で40歳を迎えた堂本剛は同年5月8日～10月8日までライブツアー『ENDRECHERI TSUYOSHI DOMOTO』を行い[9]、ツアーの前半ではアルバムの発売より前に収録曲が披露された。
- FUNKには欠かせない｢宇宙」と堂本剛の故郷奈良とを掛け合わせた『NARALIEN』、ただただ好きなので作った『4 10 cake』(読み:ホットケーキ)、人気キャラクターSankakuが歌う『I'm gonna show U how 2 FUNK』などを収録。また旧譜のリアレンジ数曲を収録している。[10]
- Limited Edition A(初回限定盤A）には、『愛の 祝 詞』というデジタルFUNK曲を加えた12曲を収録、付属のDVDに『4 10 cake』Music Clipと2018年に出演した音楽フェス、SUMMER SONIC 2018よりLIVE CLIP 2曲を収録。
- Limited Edition B(初回限定盤B）には、『H△B』(読み:ハッピーバースディ) というSankaku & Mr.4 10 cake & Mr.riceと祝う新しいバースディ・ソングを加えた12曲を収録。付属のDVDには、LIVE DVD『堂本剛 東大寺LIVE2018』を2019年4月10日にリリースした際に期間限定で配信した特典映像を、完全フルサイズ(約1時間)にして収録。
- Original Edition (通常盤）には、『Believe in intuition... ENDRE ver』、『Pani9 disorder man』、『水 面 音』(読み:みなもね)を加えた14曲を収録。

## チャート成績
2019年8月26日付のオリコン週間アルバムランキングで、初週6.1万枚を売り上げ、初登場1位を獲得した。堂本剛名義とソロプロジェクト名義作品のアルバム1位は『shamanippon -ラカチノトヒ-』から7作連続・通算10作目の首位を記録した。

## 収録曲
全作詞・作曲：堂本剛

### Limited Edition A（初回限定盤A）

#### CD
1. We need to come together
2. NARALIEN
3. FUNK TRON
4. Heki
5. 4 10 cake
6. I'm gonna show U how 2 FUNK
7. 宗 流 Power NARA ver.
8. PURPLE FIRE
9. Tiger & Horse
10. 愛 の 祝 詞
11. NIPPON ENDRE ver.
12. 音楽を終わらせよう HEIAN ver.

#### DVD
1. 4 10 cake Music Clip
2. SUMMER SONIC 2018 LIVE CLIPS
  - MusiClimber
  - SESSION

### Limited EditionB（初回限定盤B）

#### CD
1. We need to come together
2. NARALIEN
3. FUNK TRON
4. Heki
5. 4 10 cake
6. H△B
7. I'm gonna show U how 2 FUNK
8. 宗 流 Power NARA ver.
9. PURPLE FIRE
10. Tiger & Horse
11. NIPPON ENDRE ver.
12. 音楽を終わらせよう HEIAN ver.

#### DVD
1. 堂本剛40歳特別企画 バンドメンバーと行くバスツアー 完全版

### Original Edition（通常盤）

#### CD
1. We need to come together
2. NARALIEN
3. FUNK TRON
4. Heki
5. 4 10 cake
6. I'm gonna show U how 2 FUNK
7. 宗 流 Power NARA ver.
8. PURPLE FIRE
9. Believe in intuition… ENDRE ver.
10. Pani9 disorder man
11. Tiger & Horse
12. NIPPON ENDRE ver.
13. 音楽を終わらせよう HEIAN ver.
14. 水 面 音